# Günther Madlberger
Günther Madlberger (* 22. März 1979 in Hallstatt) ist ein österreichischer Journalist und Radiomoderator.

## Beruflicher Werdegang
Madlberger studierte an der Universität Graz Geschichte und Kulturmanagement. Danach ging er zum ORF-Landesstudio Oberösterreich, wo er seitdem auf Radio Oberösterreich die Morgensendung "Guten Morgen Oberösterreich" sowie die Talksendung "Im Gespräch" moderiert. Gelegentlich präsentiert Madlberger auch "Servus Oberösterreich" am Nachmittag. Abwechselnd mit Maria Theiner tourt er in den Sommermonaten durch Oberösterreich, gelegentlich auch durch die Grenzgemeinden, die bereits in den Nachbarbundesländern Niederösterreich, Steiermark und Salzburg liegen und selten auch über die Landesgrenze nach Bayern und Tschechien und stellt in der Sendung "Mein Sommerradio" Ausflugstipps, die Geschichte des Tourstopps und außergewöhnliche Menschen aus der jeweiligen Region vor. Da es im Sommer 2020 aufgrund der Auswirkungen der COVID-19-Pandemie keine Außensendungen gibt, präsentiert Madlberger die Orte, die vorgestellt werden aus dem Studio in Linz.
Im Fernsehen präsentiert er gelegentlich den Börsereport kurz vor Oberösterreich heute. Günther Madlberger begleitet seit vielen Jahren die Aktion "ORF-Friedenslicht aus Bethlehem" und gestaltet Beiträge für Radio und Fernsehen.